# Dietrich Wilhelm Lindau
Dietrich Wilhelm Lindau (19. juni 1799 — 24. september 1862) var en tysk maler. 
Lindau, der var elev af C.F. Hartmann i Dresden og fra 1821 bosat i Rom, har fornemmelig skildret italiensk folkeliv, således i de to malerier i Thorvaldsens Museum: Landfolk på vejen til Rom (1826) og Saltarello i et romersk osteri (1827), endvidere Oktoberfest (museet i Leipzig), Italienske bønder vender hjem fra høstarbejde o. s. fr.; han malede et lille portræt i olie af Thorvaldsen.